# Center for Wind Power Drives
Das am 12. Dezember 2013 gegründete Center for Wind Power Drives (CWD) ist eines der ersten integrierten interdisziplinären Institute (I³) an der RWTH Aachen University.
„I³ dienen der Entwicklung von Forschungsschwerpunkten und der Erschließung neuer interdisziplinärer Forschungsfelder mit strategischer Relevanz für die RWTH Aachen. Sie basieren auf einer gemeinsamen Forschungsvision und einer langfristig angelegten vertraglichen Vereinbarung zwischen mehreren Professuren.“

## Gründungsmitglieder
Insgesamt sieben Institute forschen am CWD gemeinsam an Windenergieanlagen (WEA)-Antriebssystemen. Diese Forschungsaktivitäten umfassen neben den grundlegenden wissenschaftlichen Untersuchungen auch industrienahe Forschungs- und Entwicklungsprojekte. Die wissenschaftliche und organisatorische Verantwortung für Planung, Nutzung und Betrieb des WEA-Systemprüfstandes trägt der Vorstand, der sich aus den Institutsleitern der Mitgliedsinstitute zusammensetzt. Die Wissenschaftler am CWD werden zur Intensivierung der Vernetzung und zur Förderung von Innovation räumlich im CWD zusammengezogen.
Die Gründungsmitglieder des CWD sind folgende sieben Institute:
- Institut für Regelungstechnik (IRT)
- Werkzeugmaschinenlabor WZL der RWTH Aachen
- Institute for Automation of Complex Power Systems (ACS)
- Institut für elektrische Maschinen (IEM)
- Institute for Power Generation and Storage Systems(PGS)
- Aerodynamisches Institut Aachen (AIA)
- Chair for Wind Power Drives (CWD)

Als achtes Mitglied wurde aufgenommen:
- Forschungsinstitut für Rationalisierung (FIR)

## Forschungsschwerpunkte
- Lastermittlung
- Simulative Systemuntersuchung
- Gondelprüfstande und Prüfprozeduren
- Netzanschlusszertifizierung auf dem Prüfstand
- Entwicklung neuer Antriebsstrang-, Lager- und Umrichterkonzepte
- Integration der Windenergieanlagen in Smartgrids
- Intelligente und prädiktive Regelungsstrategien
- Aufbau von Condition-Monitoring Systemen und Entwicklung von Sensorik
- Simulative und messtechnische Untersuchung der akustischen Schallemission von WEA

## Infrastruktur
Der Prüfstand des CWD ermöglicht es Windgondeln mit einem Gewicht von bis zu 100 Tonnen und einer Länge von bis zu 14 Metern unter Praxisbedingungen zu testen und ist Bestandteil des „Clusters Schwerlastantriebe“ auf dem Campus Melaten in Aachen. Ein Prüfstand mit diesem Aufbau ist international einzigartig.
Das CWD verfügt über folgende Prüfeinrichtungen:

### 1-MW-Systemprüfstand
Im Jahr 2011 ist mit den Gründungsinstituten des Centers der erste 1-MW-Systemprüfstand im Hardware in the Loop betrieben worden. Der 1-MW-Systemprüfstand hat erstmals gezeigt, dass diese Tests ebenfalls auf einem Prüfstand unter realitätsnahen Bedingungen möglich sind. Die Vestas-V52-Gondel konnte mit der originalen Steuerungseinheit betrieben werden. Ein aerodynamisches Modell hat die Windlasten, wie Schubkraft, Gier- und Nickmomente in Echtzeit gerechnet und über Hydraulikzylinder auf den Rotorflansch der Windenergieanlage aufgeprägt. Der Umrichter der Gondel war an einem virtuellen Stromnetz angeschlossen. Aus den Erkenntnissen des Prüfstandes konnten Lastkollektive und Prüfverfahren für die versagensgefährdeten Komponenten in WEA abgeleitet werden. Das Vorhaben war Bestandteil des Hightech-NRW-Projekts „Verbesserung des Betriebsverhaltens von On-Shore WEA mithilfe eines neuartigen Systemprüfstandes“.

### 4-MW-Systemprüfstand On-Shore-WEA
Auf Basis der Erkenntnisse des 1MW-Prüfstandes konnten Anforderungen für einen 4-MW-Systemprüfstand gewonnen werden. Aktuell ist das CWD als koordinierendes Institut im Rahmen des IEA Wind Task 35 Full Size Ground Testing of Wind Turbines and their Components tätig, mit dem Ziel, Anforderungen für Prüfprozeduren und Systemprüfstände zu definieren.
Im Jahr 2014 wurde der 4-MW-Systemprüfstand in Betrieb genommen. Mit Hilfe des 4-MW-Systemprüfstands für On-Shore-Windenergieanlagen kann das Verhalten von WEA-Antrieben im Multi-Megawatt-Bereich in seiner Gesamtheit und unter reproduzierbaren Bedingungen untersucht werden. Da der gesamte WEA-Triebstrang und nicht nur die einzelnen Systemkomponenten untersucht werden können, wird es möglich, alle Systemeigenschaften, insbesondere die stark gekoppelten, dynamischen Abhängigkeiten, auf dem Prüfstand abzubilden.
Durch die Integration von Hardware-in-the-Loop-Modellen für die Abbildung von Rotor- und Netzseite wird ermöglicht, reproduzierbare, äußere Beanspruchungen nachzubilden. Die entsprechende Umsetzung auf Leistungsebene erfolgt durch einen dynamischen Windkraftsimulator auf Rotorseite sowie durch elektrische Kopplung der WEA an die Prüfstandsumrichter mit elektronischen Schaltern zur Netzlastsimulation.

### Back-to-Back-Getriebeprüfstand
Am Back-to-Back-Prüfstand wurden Voruntersuchungen für den 1-MW-Systemprüfstand sowie die Vermessung eines 3-stufigen WEA-Getriebes durchgeführt. Das Getriebe wurde in verschiedenen Testzyklen wie Drehzahlhochläufen und Langzeitversuchen bei konstanter Drehzahl mit verschiedenen Drehmomenten belastet. Neben getriebespezifischen Anregungsgrößen werden die Verlagerung des Getriebes sowie Temperaturen und Oberflächenbeschleunigungen mit verschiedenen Sensoren gemessen.

## Mitgliedschaft in Fachorganisationen sowie Kooperationen
Das CWD ist Mitglied in folgenden nationalen und internationalen Organisationen:
| Name                                                                       | Land        | Ort       |
| -------------------------------------------------------------------------- | ----------- | --------- |
| EERA – European Energy Research Alliance JP Wind Energy                    | Belgien     | Brüssel   |
| EAWE – European Academy of Wind Energy                                     | Deutschland | Oldenburg |
| FGW e. V. – Fördergesellschaft Windenergie und andere Erneuerbare Energien | Deutschland | Berlin    |

Eine Kooperation besteht mit:
| Name                                                                        | Land        | Ort              |
| --------------------------------------------------------------------------- | ----------- | ---------------- |
| NREL National Renewable Energy Laboratory                                   | USA         | Washington       |
| Clemson University SCE&G Energy Innovation Center                           | USA         | North Charleston |
| Catapult – Offshore Renewable Energy                                        | UK          | Blyth            |
| Cener – National Renewable Energy Centre Wind Turbine Test Laboratory (LEA) | Spanien     | Sangüsea         |
| LORC – Lindoe Offshore Renewables Center                                    | Dänemark    | Munkebo          |
| OWI Offshore Wind Infrastructure Lab                                        | Belgien     | Antwerpen        |
| International_Energy_Agency IEA-WIND                                        | USA         |                  |
| Energieagentur NRW                                                          | Deutschland | Düsseldorf       |